# Harry Hoijer
Harry Hoijer (6 de septiembre de 1904 – 11 de marzo de 1976), lingüista y antropólogo estadounidense.

## Carrera
Hoijer fue alumno de Edward Sapir.
Hoijer se ha destacado por sus contribuciones al estudio y documentación de la cultura y lenguas atabascanas, y a la reconstrucción del proto-atabascano. Tomó muchas notas de campo sobre varios idiomas atabascanos, algunas de ellas perdidas.
También documentó el idioma tónkawa, actualmente extinto.
Fue Hoijer quien utilizó por primera vez el concepto de hipótesis de Sapir-Whorf.

## Obras de Hoijer
- Beals, Ralph L.; & Hoijer, Harry. (1953). An introduction to anthropology. New York: Macmillan Company. (Republished 1959, 1965, and 1971).
- Hoijer, Harry. (n.d.). Chiricahua Apache stems. [Unpublished manuscript].
- Hoijer, Harry. (n.d.). Mescalero Apache stems. [Unpublished manuscript].
- Hoijer, Harry. (1933). Tonkawa: An Indian language of Texas. New York: Columbia University. (Extract from Handbook of American Indian languages, Vol. 3).
- Hoijer, Harry (1938). «The southern Athapaskan languages». American Anthropologist 40 (1): 75-87. doi:10.1525/aa.1938.40.1.02a00080.
- Hoijer, Harry (1939). «Chiricahua loan-words from Spanish». Language 15 (2): 110-115. JSTOR 408729. doi:10.2307/408729.
- Hoijer, Harry (1943). «Pitch accent in the Apachean languages». Language 19 (1): 38-41. JSTOR 410317. doi:10.2307/410317.
- Hoijer, Harry. (1945). Navaho phonology. University of New Mexico publications in anthropology, (No. 1).
- Hoijer, Harry (1945). «Classificatory verb stems in the Apachean languages». International Journal of American Linguistics 11 (1): 13-23. doi:10.1086/463846.
- Hoijer, Harry (1945). «The Apachean verb, part I: Verb structure and pronominal prefixes». International Journal of American Linguistics 11 (4): 193-203. doi:10.1086/463871.
- Hoijer, Harry.  (1946).  Chiricahua Apache.  In C. Osgood (Ed.), Linguistic structures in North America.  New York: Wenner-Green Foundation for Anthropological Research.
- Hoijer, Harry (1946). «The Apachean verb, part II: The prefixes for mode and tense». International Journal of American Linguistics 12 (1): 1-13. doi:10.1086/463881.
- Hoijer, Harry (1946). «The Apachean verb, part III: The classifiers». International Journal of American Linguistics 12 (2): 51-59. doi:10.1086/463889.
- Hoijer, Harry (1948). «Linguistic and cultural change». Language 24 (4): 335-345. JSTOR 410353. doi:10.2307/410353.
- Hoijer, Harry (1948). «The Apachean verb, part IV: Major form classes». International Journal of American Linguistics 14 (4): 247-259. doi:10.1086/464013.
- Hoijer, Harry (1949). «The Apachean verb, part V: The theme and prefix complex». International Journal of American Linguistics 15 (1): 12-22. doi:10.1086/464020.
- Hoijer, Harry (1951). «Cultural Implications of Some Navaho Linguistic Categories». Language 27 (2): 111-120. JSTOR 410424. doi:10.2307/410424.
- Hoijer, Harry (1956). «Athapaskan kinship systems». American Anthropologist 58 (2): 309-333. doi:10.1525/aa.1956.58.2.02a00080.
- Hoijer, Harry (1956). «The Chronology of the Athapaskan languages». International Journal of American Linguistics 22 (4): 219-232. doi:10.1086/464374.
- Hoijer, Harry. (1963). The Athapaskan languages. In H. Hoijer (Ed.), Studies in the Athapaskan languages (pp. 1–29). Berkeley: University of California Press.
- Hoijer, Harry (1966). «Navaho». Lingua 17: 88-102. doi:10.1016/0024-3841(66)90005-2.
- Hoijer, Harry (1966). «Galice Athapaskan: A Grammatical Sketch». International Journal of American Linguistics 32 (4): 320-327. doi:10.1086/464921.
- Hoijer, Harry (1968). «Navaho Reference Verbs and Verb Expressions Made Up of Two Verb Forms». International Journal of American Linguistics 34 (3): 176-182. doi:10.1086/465011.
- Hoijer, Harry (1969). «Internal Reconstruction in Navaho». Word 25: 154-159.
- Hoijer, Harry. (1970). A Navajo lexicon. University of California Publications in Linguistics (No. 78). Berkeley: University of California Press.
- Hoijer, Harry.  (1971).  Athapaskan morphology.  In J. Saywer (Ed.), Studies in American Indian languages (pp. 113–147).  University of California publications in linguistics (No. 65).  Berkeley: University of California Press.
- Hoijer, Harry. (1971). The position of the Apachean languages in the Athpaskan stock. In K. H. Basso & M. E. Opler (Eds.), Apachean culture history and ethnology (pp. 3–6). Tucson: University of Arizona Press.
- Hoijer, Harry. (1971). “Patterns of Meaning in Navaho.” In Themes in Culture. (eds. Zamora, Mario; Mahar, J.M.; and Orenstein, Henry.). Quezon City: Kayumanggi Publishers. 227–237.
- Hoijer, Harry (1975). «The history and customs of the Lipan, as told by Augustina Zuazua». Linguistics 161: 5-38.
- Hoijer, Harry; & Opler, Morris E. (1938).  Chiricahua and Mescalero Apache texts.  The University of Chicago publications in anthropology; Linguistic series.  Chicago: University of Chicago Press.  (Reprinted 1964 by Chicago: University of Chicago Press; in 1970 by Chicago: University of Chicago Press; & in 1980 under H. Hoijer by New York: AMS Press, ISBN 0-404-15783-1).
- Opler, Morris E.; Hoijer, Harry (1940). «The raid and war-path language of the Chiricahua Apache». American Anthropologist 42 (4): 617-634. doi:10.1525/aa.1940.42.4.02a00070.

### Obras editadas por Hoijer
- Hoijer, Harry (Ed.). (1954). Language in culture: Conference on the interrelations of language and other aspects of culture. Chicago: University of Chicago Press.
- Hoijer, Harry (Ed.). (1963). Studies in the Athapaskan languages. University of California publications in linguistics (No. 29). Berkeley: University of California Press.
- Sapir, Edward, & Hoijer, Harry. (1967). Navaho texts. William Dwight Whitney series, Linguistic Society of America.
- Sapir, Edward, & Hoijer, Harry. (1967). Phonology and morphology of the Navaho language. Berkeley: University of California Press.